# 福特探险者
福特探險家（英文：Ford Explorer）是福特汽車在美國生產的運動型多用途車種，曾經在日本和美國創下運動型多用途車車種中連續14年銷售量第一的紀錄。

## 歷史

### 第一代（1990年～1994年）

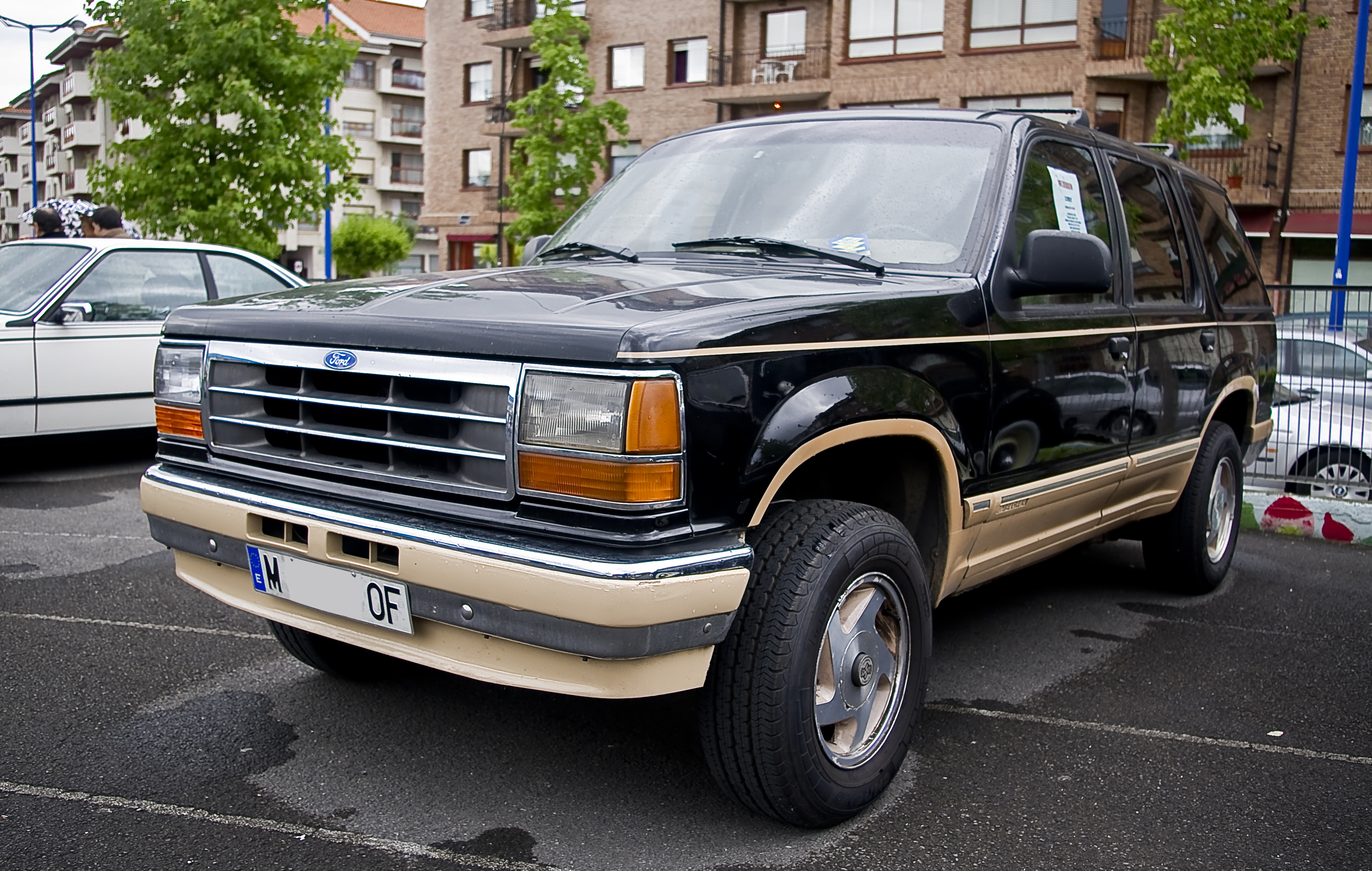
第一代福特探险家

作為Ford Bronco II的續作登場，搭載3,959ccV型6汽缸V6 OHV且擁有強韌的梯型車架的SUV車款、並採用可切
換式4WD系統。
發表了以Bronco II的雙門設計與軸距為基礎進行延長而成的4門型車款。
日本於1991年開始導入了雙門車型「sport」與4門車型「XL」「Eddie Bauer」等3等級的車款。
92MY停止販賣「XL」等級車型、93MY則導入了「XL-T」的4門車型。

### 第二代（1994年～1999年）

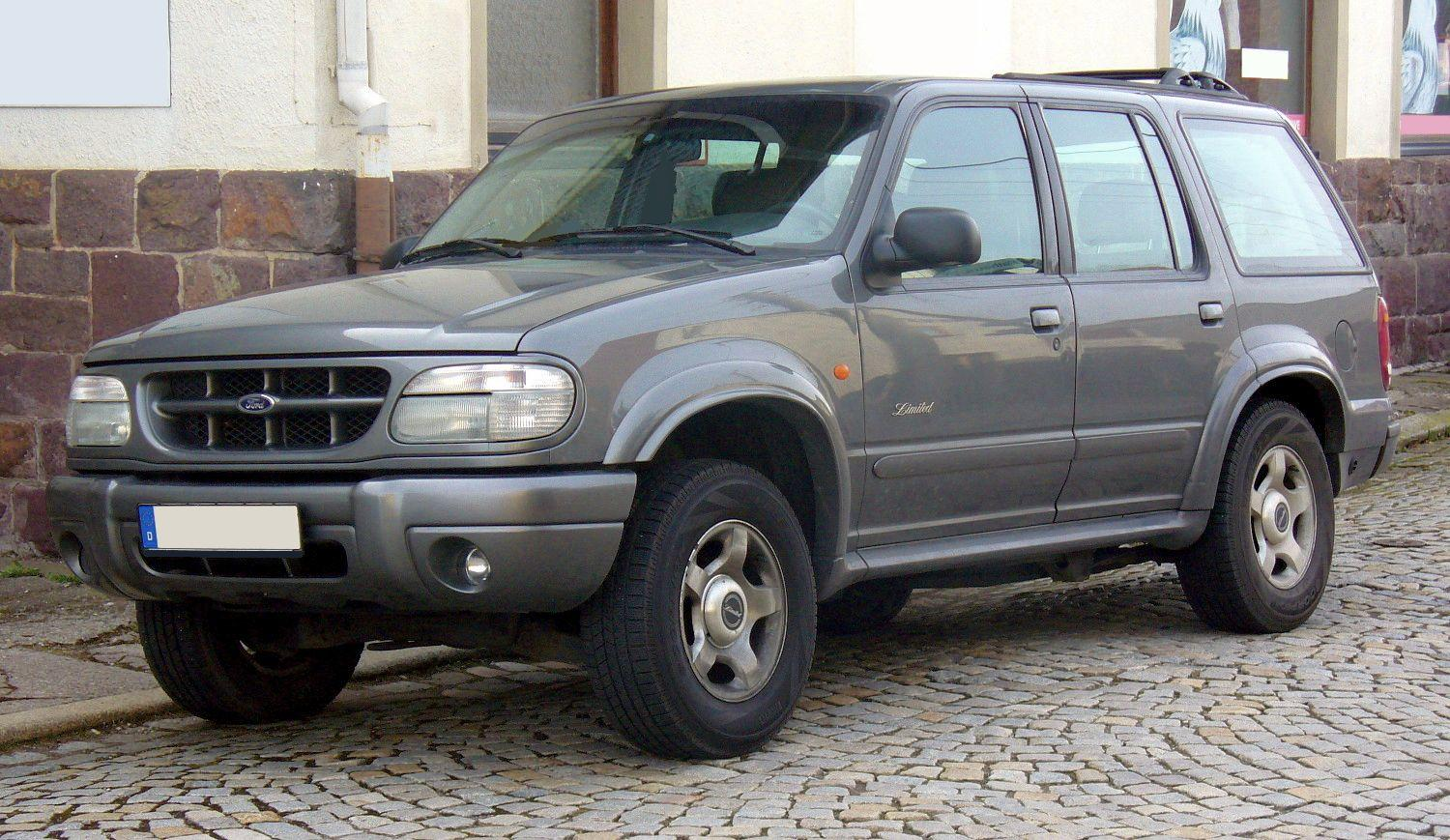
第二代福特探险家

由1994年(95MY)以前充滿剛性線條的前水箱蓋設計，演變成以當時Ford推行的福特橢原形概念為基礎，更加符合空氣動力的洗鍊設計。
同時前車軸由原來的雙緩衝梁+螺旋彈簧改成雙叉骨與扭轉彈簧設計。
4WD系統採用的卡車控制AWD。
1996年 (97MY)有一部分型號搭載了4,009ccV型6汽缸SOHC引擎。
雖然此車款有引進日本，但1996年(97MY)開始4門車型方向盤變成在右側。這是在Ford Probe之後北美福特汽車第二台右側駕駛車款。另外雙門車款1994年(95MY)開始以Explorer Expedition 為名導入日本，但因雙門車款使用上較不便且要改造成當時流行的8人座休旅車的話其車內空間不足等原因，銷售量並不理想，因此1997年停止販售。雖然附上了Expedition的名稱，但與高級車款Ford Expedition沒有關聯。短尾3門車種僅在左側駕駛才有。另外1997年時姐妹車Mercury Mountaineer登場。2001年車款為以4門車型為基礎、修改成將後座至車頂整個去除的皮卡車型，名為Ford Explorer Sport Trac登場。

#### 凡士通輪胎回收問題
2000年發生標準配備中有的凡士通製輪胎的回收與訴訟問題。美國高速道路交通安全局對福特以及凡士通指出，探險家車種由於爆胎導致的事故過高。據其調査結果，對於福特施行輪胎的回收與免費交換計畫，凡士通認為回收有問題的輪胎在施行上有很大的困難。之後對於責任歸屬兩家公司展開緩慢的協商。
但是2005年10月，凡士通將施行輪胎自主回收與福特進行的輪胎交換計畫相關的費用的精算等事項與福特進行和解。針對此事，凡士通支付了二億四千萬美金的賠償給福特。

### 第三代（2000年～2005）

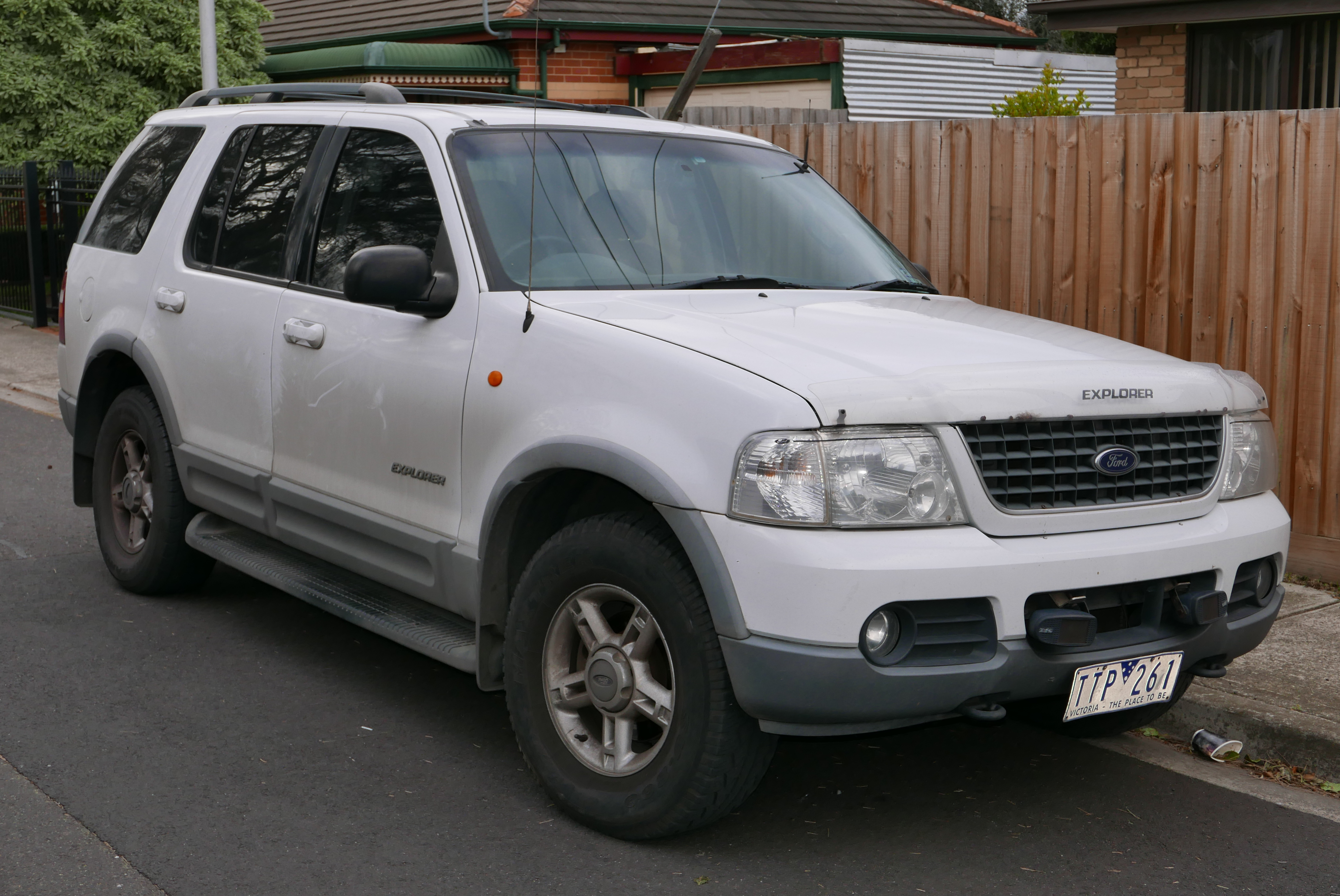
第三代福特探险家

第三代採用4輪獨立懸吊系統、4,600ccV型8汽缸SOHC引擎(Lincoln
、Mercury也搭載此模組化引擎)進行發表大大的提升其馬力。4WD系統與前代採用相同的卡車控制AWD。另外4輪獨立煞車及進行了達到1000項以上NVH対策的底盤對身為SUV車種來說有最高等級的靜音性與行駛性能為其驕傲。
日本自2001年開始引進了搭載4600cc V8 SOHC引擎的Eddie Bauer與搭載4000ccV6引擎的XLT。ㄧ開始雖然只有右側駕駛的車型，但2005年2月時作為限量版200台的左側駕駛型車款也開始販售。
2005年秋天時為了2006年車款進行些微調整，並對外觀進行大幅度修整。顯眼且多用途的外観與搭載Eddie Bauer 6段自動排檔、使商品力更加上升。另外、同時福特停止於澳大利亞的販賣、也停止右側駕駛車型的生産。因此現在日本車款也僅剩左側駕駛車型。同時、皮卡車型的Explorer Sport Trac也交棒給以第三代Explorer為基礎的第二代Sport Trac了。
此代也是唯一有引進來台灣的一代，於2003年由福特六和引進。

### 第四代（2006～2009）

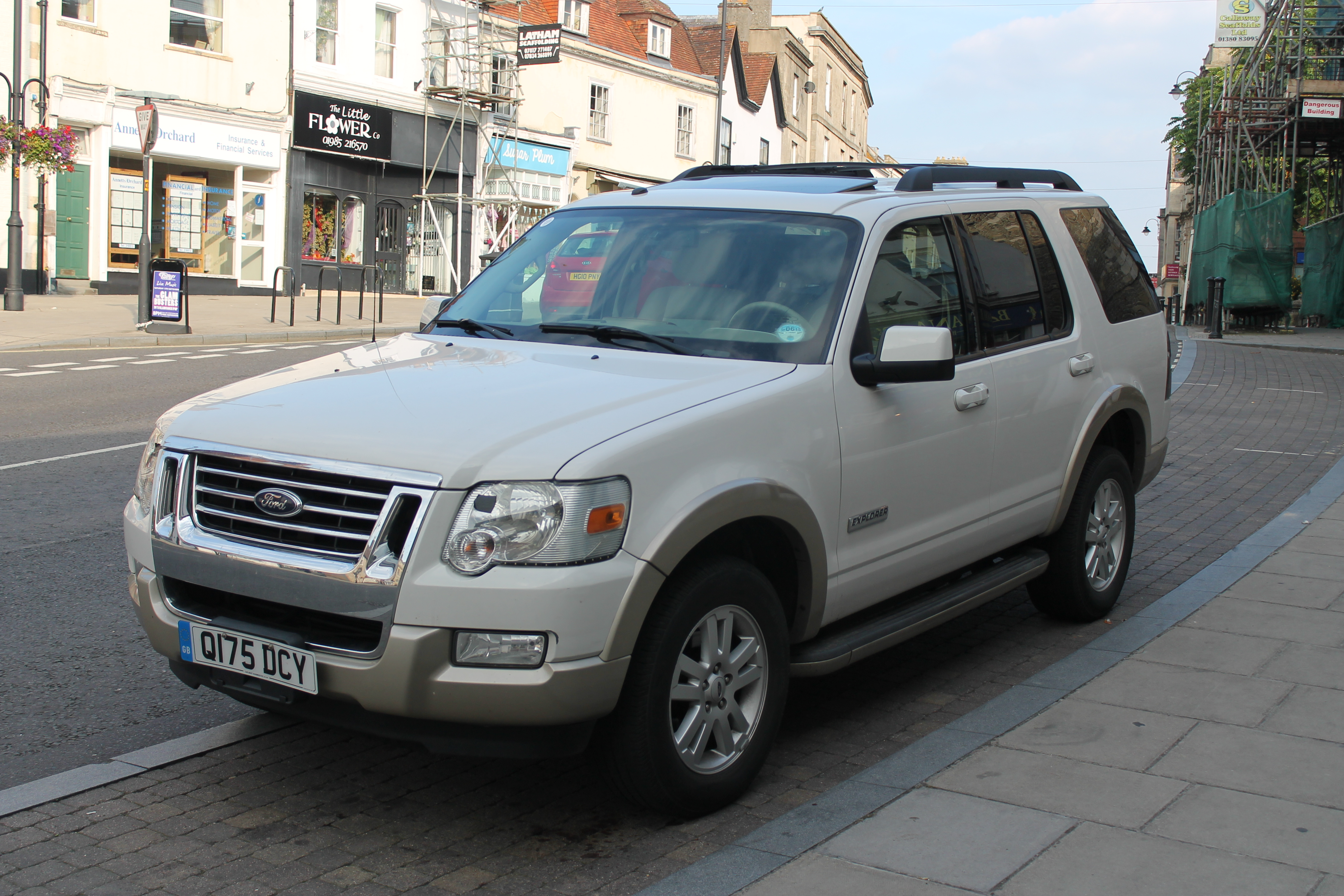
第四代福特探险家

### 第五代（2010～2019）

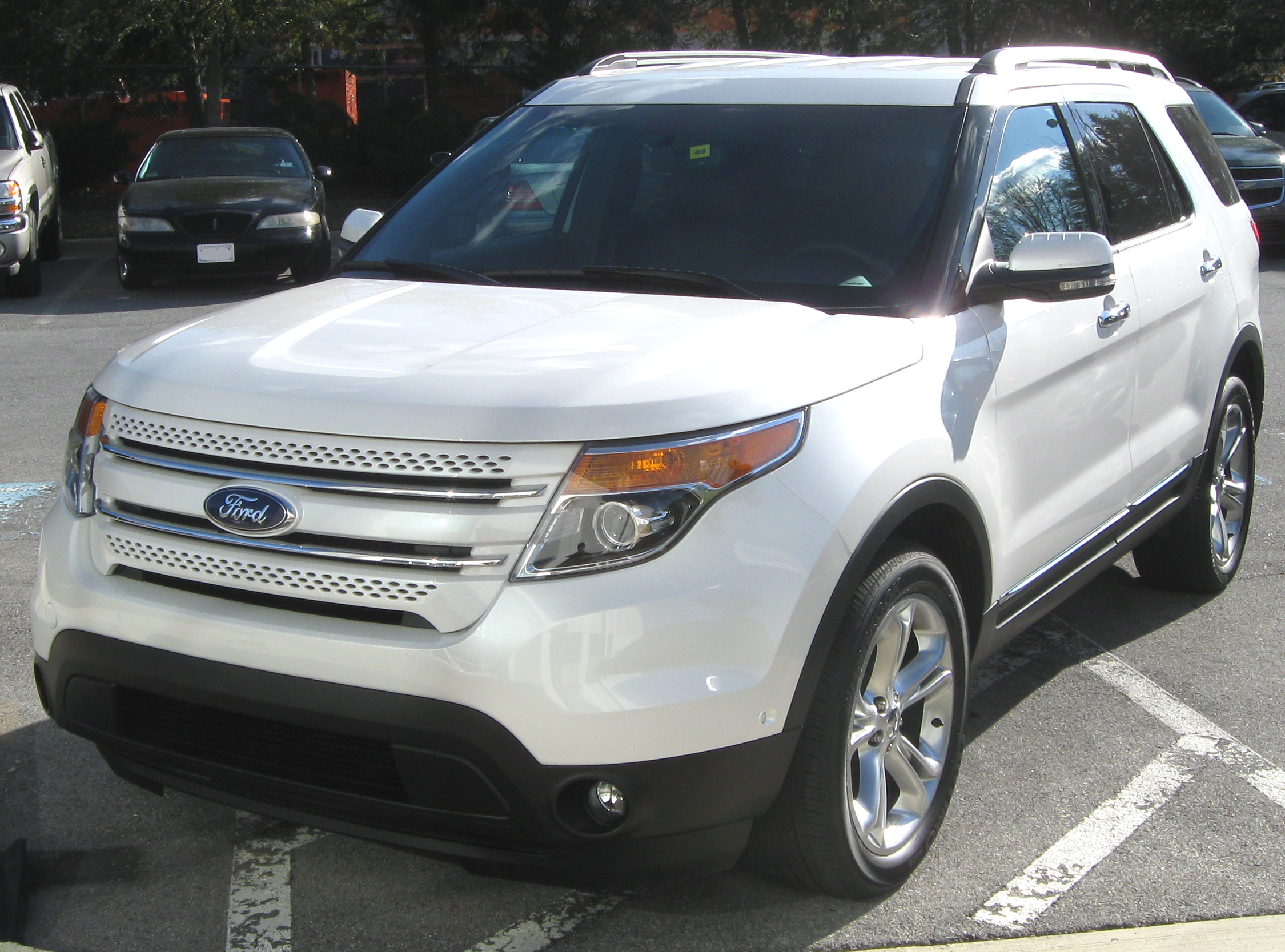
第五代前期款福特探险家

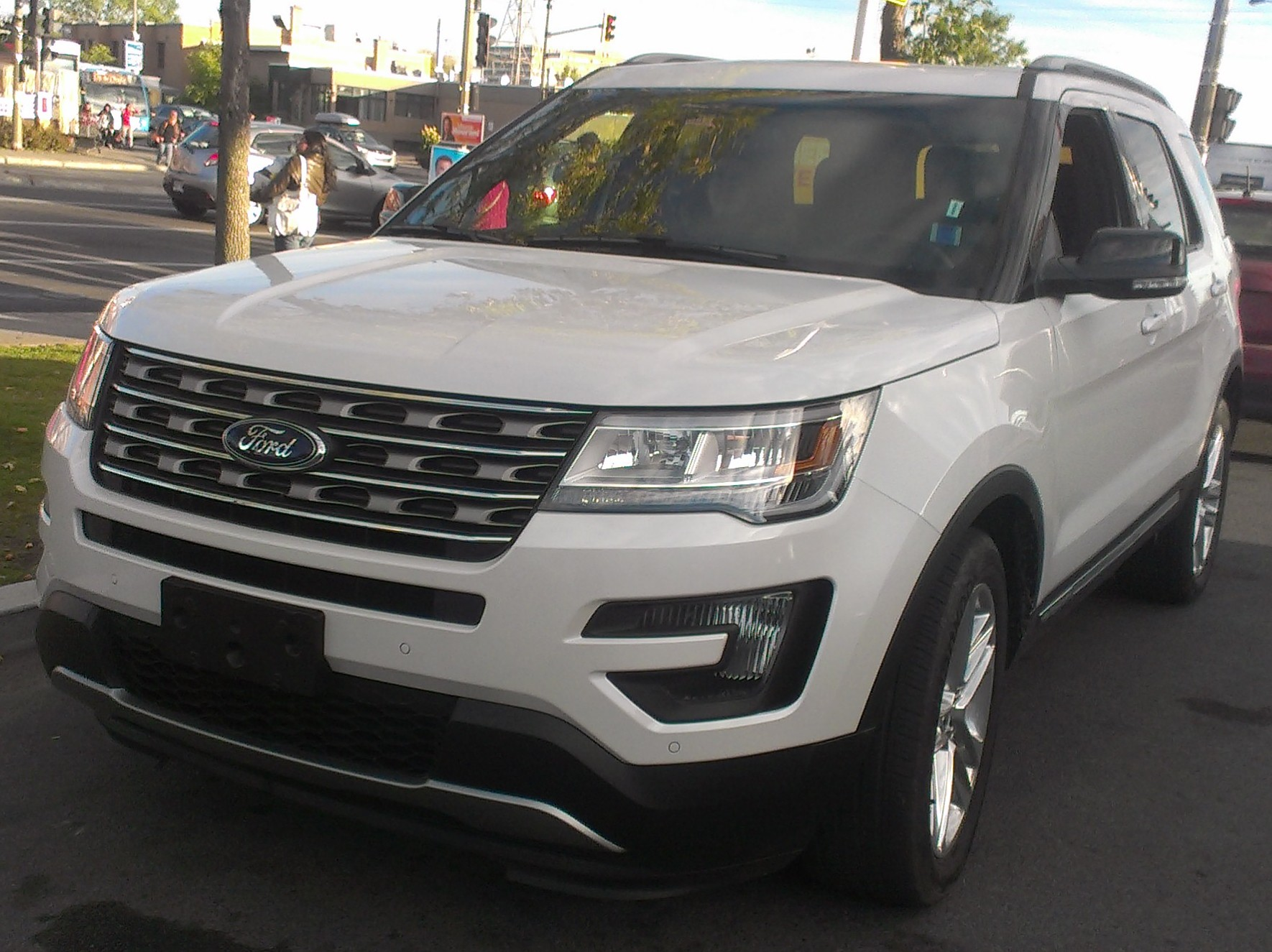
第五代後期款福特探险家

第五代採用承載式車身，祛除之前使用大樑式底盤（變成跨界休旅車），改為前輪驅動或可選全時全輪驅動。

### 第六代（2020~至今）

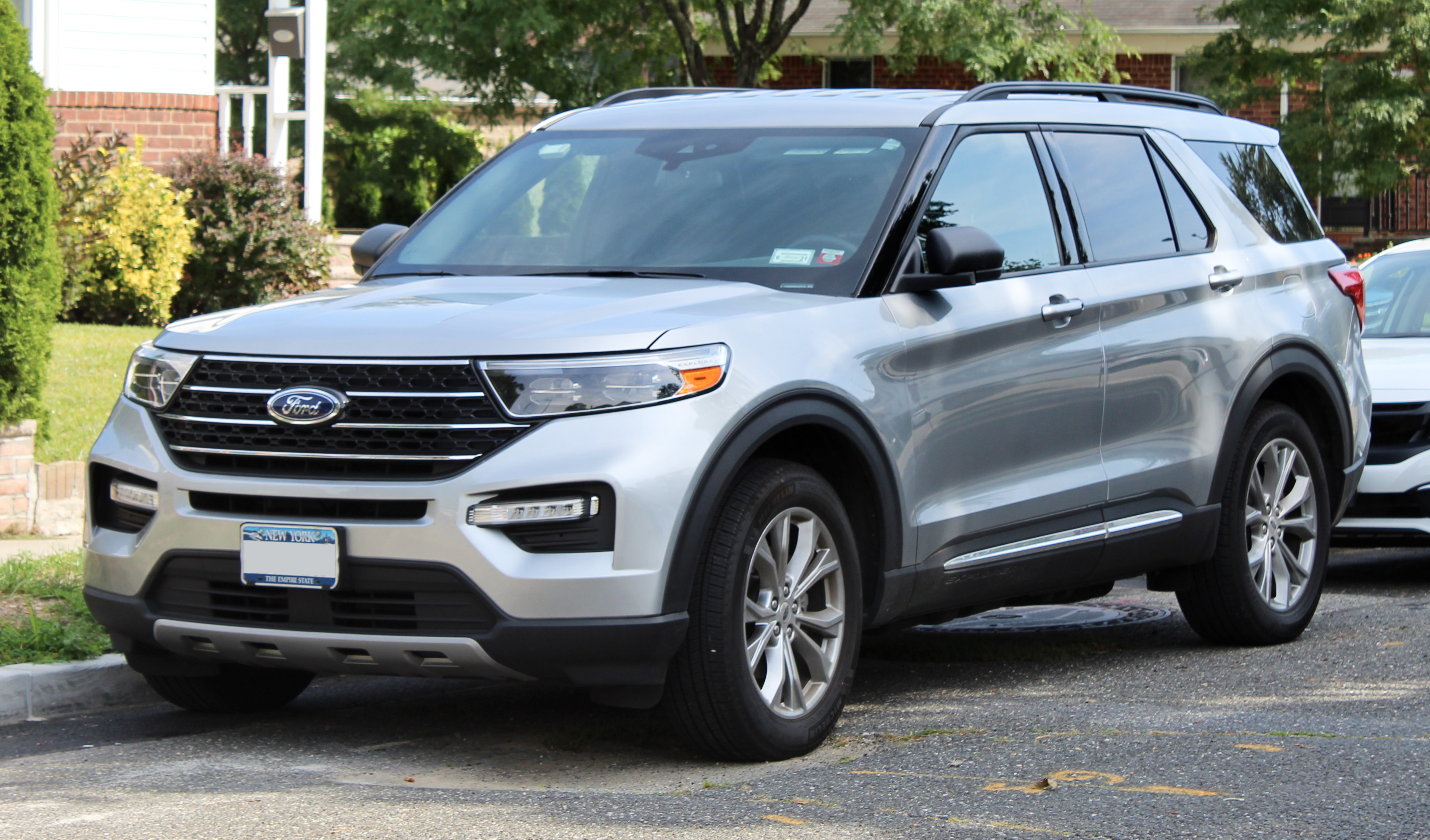
第六代款福特探险家

第六代改成後輪驅動，但是仍然有全時全輪驅動，另加油電混合動力車。

## Sport Trac
Ford Explorer Sport Trac是美國福特探險家的中型皮卡車版。

### 第一代（2001年～2005年）

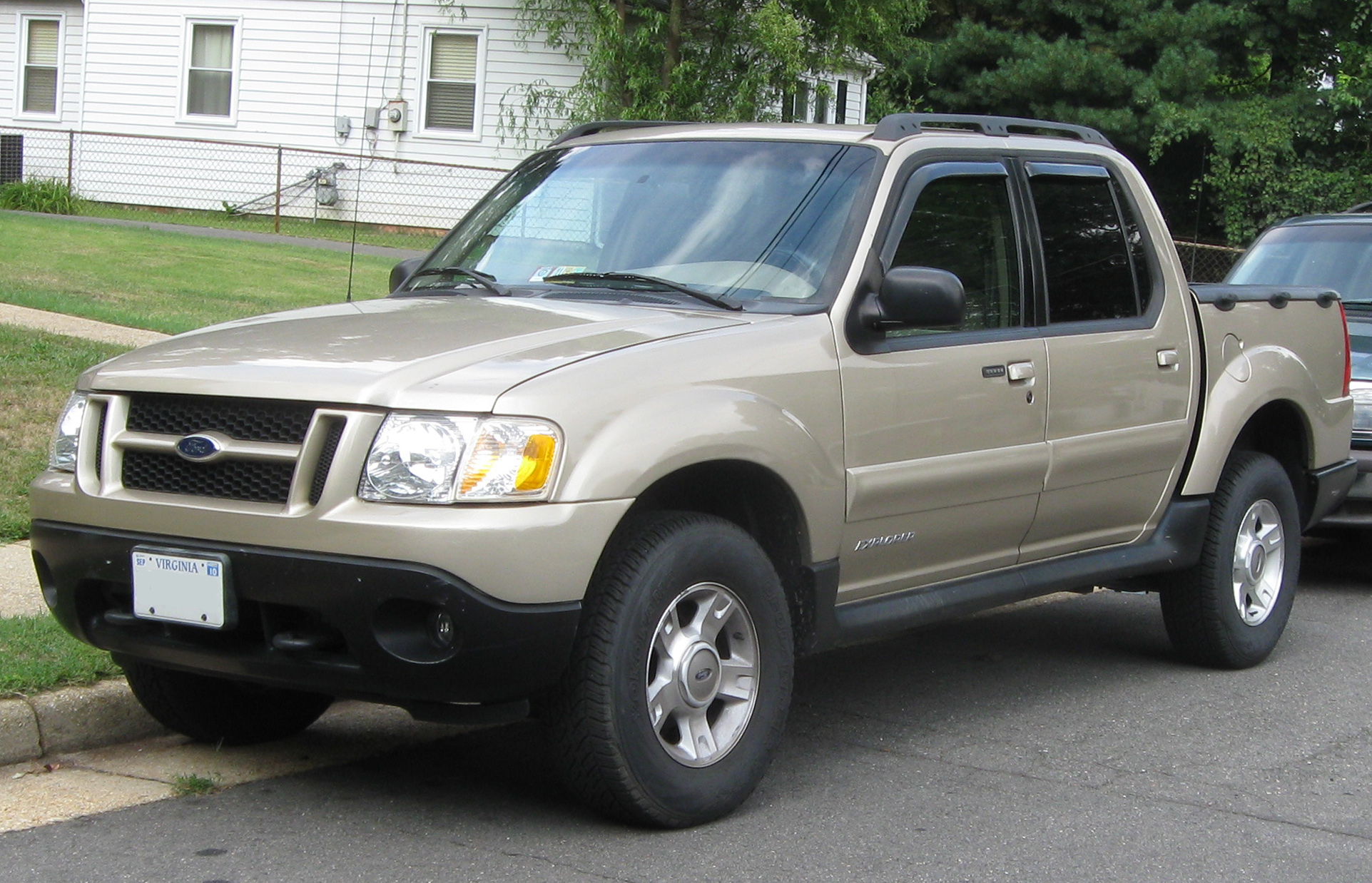
有貨斗的Sport-Trac版福特探险家

作為新型態車型”運動型多用途卡車”（SUT）登場。此SUT將前座與車頭一體化，到後部座位為止如同SUV車款，而後頃斜後車廂玻璃消失，改為與皮卡車相同的垂直後車璧。也就是說、SUV與皮卡車融合而成的車型。之後、通用也推出雪佛蘭Avalanche與凱迪拉克EXT、本田也推出Ridgeline皆為SUT車型。
2001年登場的第一代以第二代Explorer為基礎、將後部座位之後頃斜後車廂玻璃去除設計而成。除了對日本人來說令人印象深刻，對美國來說也是為較有衝擊性的皮卡車型、對女孩子與學生也相當有人氣。

### 第二代（2006年～2010年）

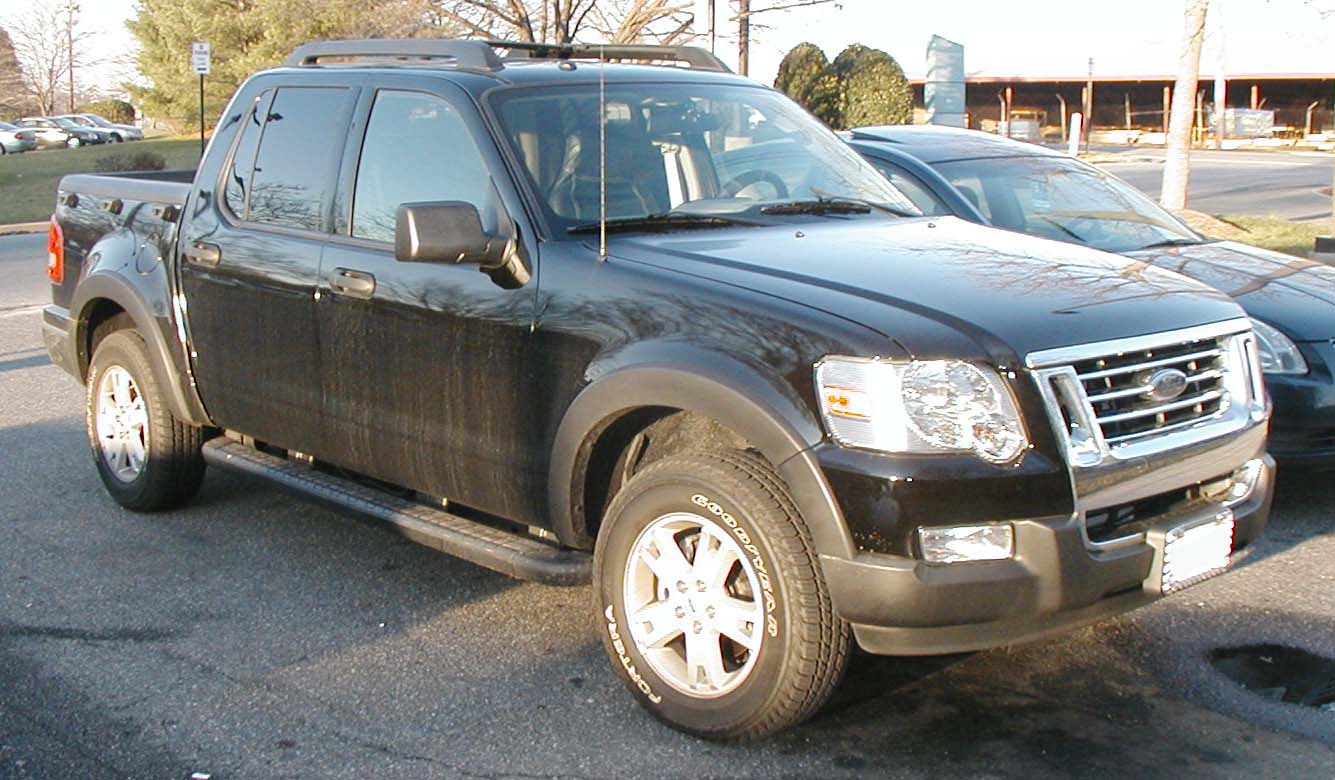

2006年推第二代，以第三代Explorer為基礎設計而成，後方外型可以讓人聯想到11代Ford F-150的雙側喇叭標誌。從這第二代開始日本也可以正規導入此類車款。直至現在、可以日本國内購入的新皮卡車只有此款與三菱Triton、同時也是除日本的製造商以外唯一可以以正規方式購得的皮卡車。但是、由於実際上Triton也是在海外生產，現在日本製的皮卡車沒有任何廠商生產。現在雖然日本只販賣V型6汽缸車款、但2007年也有限量發售V型8汽缸車款。

## 攔截者系列（警用版本）

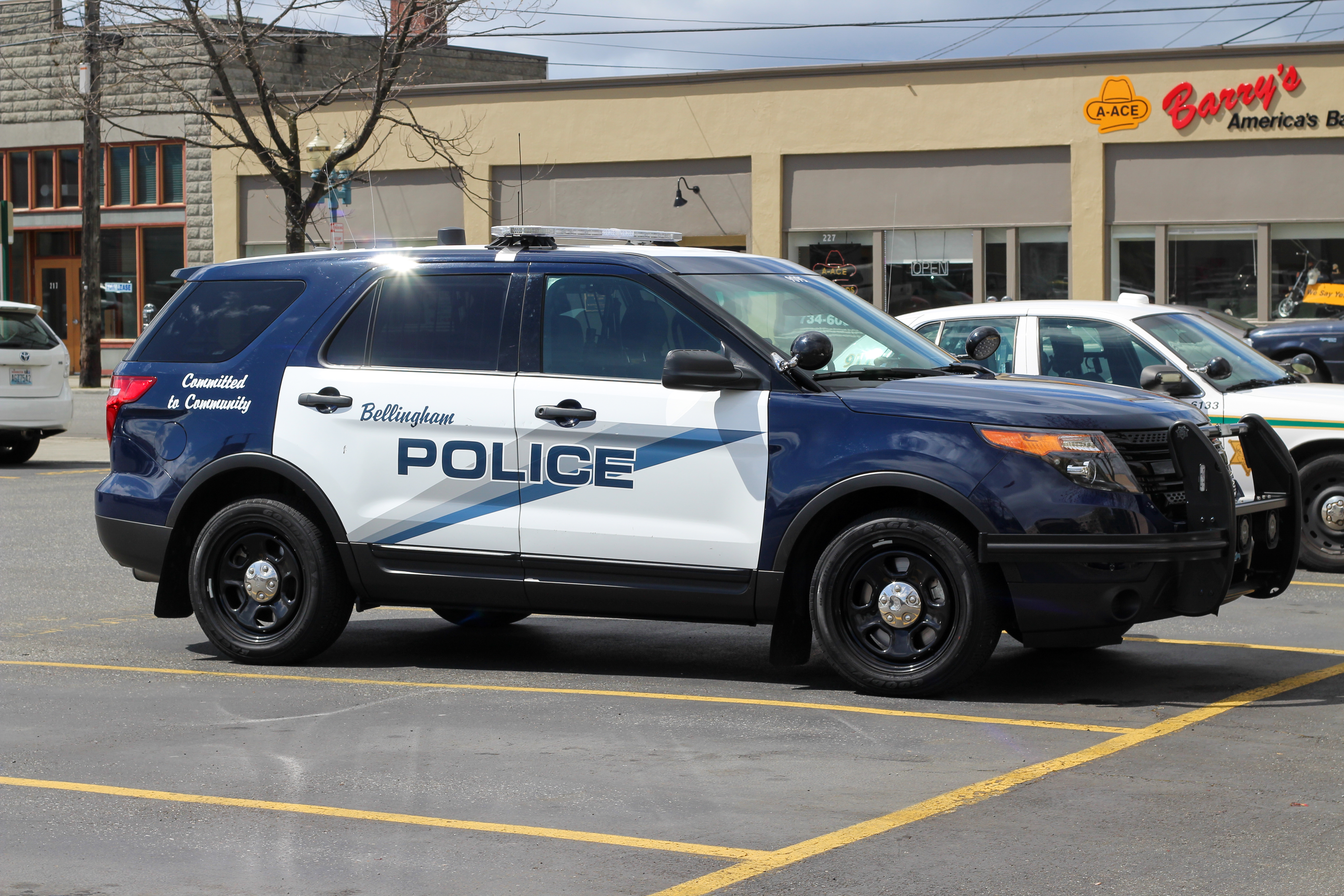
美國貝靈厄姆警用的第一代前期福特攔截者

福特攔截者(Ford Police Interceptor Utility)是美國福特探險者經過改裝強化而成警車或其他響應緊急服務人員（如消防員、EMS等）使用，雖不對平民銷售，但平民仍可由購買警局退役車輛方式取得。雖然造型與探險者差異不大，並且90%的零件與探險家相同，為了跟民用的探險者有名義區別。差別為高馬力引擎、擴大煞車盤、車頭增加防撞桿（用於執PIT、清除故障車輛）、後方加強（第三排座位加支撐架，能夠承受至113 km/h追尾車禍）、添加空間給警用配備使用（包括排檔桿改放方向盤機柱後方，可選原廠中控台容納電腦、無線電、警燈、警報器控制等）。

## 外部連結
- Ford Explorer official websites: U.S.A. （页面存档备份，存于） | Canada
- Ford Explorer America Concept SUV at Ford Auto Shows
- Ford Explorer America Concept SUV On Ford and the Environment SMPR
- History of the 1st Ford Explorer （页面存档备份，存于）
- Serious Explorations （页面存档备份，存于） - Ford Explorer Enthusiast Website